# 乾杯 (バラ)
乾杯は、バラの園芸品種の1つ。日本で、鈴木省三によって作出された。正確な作出年は判然としない。
ハイブリッド・ティー系の四季咲き・半直立性のバラ。交配種は、(友愛×(Happiness×American Beauty))×Pharaon。樹高は1.3-1.5mになる。ビロードのような光沢の濃紅色の花を咲かせる。八重咲き、花径が9-13cmの大輪を咲かせるが、香りは中香から微香。香りの質はダマスク系とティー系の混じった香りである。開花はゆっくりしており、3-5日かかるので花もちがよい。また、古い枝ほど良い花が咲く。これと言った特徴のない品種だが、かなり強健で、あまり手入れをしなくても大きな花が咲く。日本の高温多湿な夏でも栽培はきわめて容易である。耐寒性・耐暑性は普通。1982年に、ローマバラ国際コンクール金賞を受賞した。

### 注
1. ↑  寺西菊雄他・編『四季咲き木立ちバラ図鑑728』p.49では1983年となっているが、受賞歴から考えてこのデータはありえない。鈴木省三の『ばら花図譜 国際版』p.91では、京成バラ園芸からの発売が1984年になっているので、それ以前の作出なのは間違いないが、正確な作出年は書かれていない。